# Tekovské Nemce
Tekovské Nemce (in ungherese Garamnémeti) è un comune della Slovacchia facente parte del distretto di Zlaté Moravce, nella regione di Nitra.